# Anthony Boulanger
Pour les articles homonymes, voir Boulanger (homonymie).
Anthony Boulanger, né en 1985, est un romancier et nouvelliste français, auteur d'ouvrages de science-fiction, de science fantasy, de fantasy noire et de micronouvelles.

## Biographie
Né le 5 juin 1985 , Anthony Boulanger a suivi des études scientifiques. Après avoir obtenu son doctorat à l'Institut des sciences et industries du vivant et de l'environnement (AgroParisTech) en 2011, il a travaillé comme chercheur chez Veolia Environnement avant de créer en 2014, Greentropism, sa société d'analyses spectroscopiques pour l'agroalimentaire, l'environnement et la santé,,. 
Parallèlement à cette activité, depuis 2007 il écrit des nouvelles et des romans de science-fiction, de science fantasy et de fantasy noire, ainsi que des enquêtes policières du genre steampunk qui se déroulent dans ces univers de fantasie. Anthony Boulanger a participé à 58 ouvrages, essentiellement des nouvelles, mais il a également écrit plusieurs romans .

## Œuvres

### Nouvelles
- « Déguisements et Faux-semblants », in Carnavals du Rêve, Mairie de Chalabre, 2007.
- « Les Oiseaux-Brume et les Tigurins », in Contes et Légendes du Vully, Pro Vistiliaco, 2007.
- « La Fée dans la Rose », in La Gourmandise, Siria n°3.
- « Lucy Henge », in Ananké n°1.
- « Quintessence », in Nutézine n°2.
- « 2025 = 1984 + 41 », in Galaxies 41, Galaxies.
- « Altitudes », in AOC n°13.
- « La Descente aux Enfers d'Orphée et Eurydice », in Les Héritiers d'Homère, Éditions Argemmios.
- « Le Rouge, le Blanc et l'Artefact », in Pouvoirs et Puissance, Éditions Sombres Rets.
- « Un crépuscule dans une clairière », in Songes d'une Nuit d'été, Piments et Muscade n°4.
- « Un sourire éclatant », in Pénombre n°1, Transition.
- « Élec et mat », in Électronique, Katapulpe.
- « La Nouvelle Symbiose », in Espèces sans Frontières, Hoshikaze 2250.
- « Suis-je ? », in Pénombre n°3, Transition.
- « A Day and a Night in Providence », in Future Lovecraft, Innsmouth Press (US).
- « Blütkappchen », in Contes du XXIe siècle, 17 rue des Arts.
- « Il avait pour mères la brume et les Neuf Filles », in Ghost Stories, Éditions Asgard.
- « Le Huitième Métier », in Hommage à Sir Terence, Fan 2 Fantasy.
- « SMOG », in Fumée, Katapulpe.
- « Terminus, une seule descend », in Eveil n°3, Transition.
- « Carbodélit », in Les Challenges d'Écriture, Volume IV, Éditions Sanctum.
- « Évaporation et sublimation », in Destination Univers, Griffe d'Encre.
- « Fort-Magie », in Les Challenges d'Écriture, Volume IV, Éditions Sanctum.
- « Le Sang-Soleil », in Ils ne devaient pas s'aimer, Éditions Val Sombre.
- « Jaen et Thellion », in La Dryade, Éditions Voy'[el].
- « Double Tranchant », in Steampunk, Éditions Elenya, 2013.
- « Ethan Lancer, Consultant », in Nouvelles du Temps adjacent, Éditions Assyelle, 2013.
- « L'Entropie de Pygmalion et Galatée », in Le Corps, Éditions Parchemins et Traverses, 2013.
- « La Décohérence selon Eisenberg et Freeman », in Maladies du Futur, Éditions Arkuiris, 2013.
- « La Sculptrice de Vagues », in Mare Nostrum, Etherval n°3, Revue Etherval, 2013.
- « Le grand méchant Macrophage et les trois petits Virions », in La Petite Bête, Éclats de Rêve, 2013.
- « Les Eaux, les Sangs et les Arbres », in Écosse Terre de Légendes, Éditions des Roses Bleues, 2013.
- « Par l’Eau et le Feu, Engloutissement », in N’Zine n°3, 2013.
- « Über-Déd4le 1337 », in N’Zine n°3, 2013.
- « Faim de Noël sur Blark », in Noël à travers la Fantasy, Éditions P’ti Golem, 2014.
- « S'élever au-dessus du bitume, jusqu'au créateur », in « Créatures »(Archive.org • Wikiwix • Archive.is • Google • Que faire ?) (consulté le 5 août 2017), Éditions La Madolière, 2014.
- « Manifestation de la Quintessence », in Ex Machina, Éditions Elenya, 2014.
- « Ce que nous enseignent les faits », in Orbi et Orbi, Etherval n°5, Revue Etherval, 2014.
- « La Mère Tousse-Tousse », in Dans la Peau d'un Autre, Éditions Racine et Icare, 2014.
- « Franchir le seuil », in Petit Traité à l'Intention des Rossignols, Éditions Lilo, 2014.
- « Uni-vers », in Oroboros, Manuscrits d'Oroboros, 2014.
- « Écarlate était le ciel », in Retro Fictions, Imaj'nère, 2014.
- « L'avènement des dryades », Le réchauffement climatique et après..., Éditions Arkuiris, 2014.
- « Effleurer et Révéler », Ce signe apparu en ville, Éditions Val Sombre, 2014.
- « La petite fille et le Panoptès », Le jour où le mur de Berlin n'est pas tombé, Les Uchroniques, 2014.
- « Les millions d'enfants de Phaéton », in Dimension Système Solaire, Éditions Rivière Blanche, 2015.
- « Dans l'Ombre, Vivre et Appâter », Éditions Elenya, 2016,  (ISBN 979-10-92512-40-3)
- « Morts programmées », in Draconis Lex, Etherval n°8, Revue Etherval, 2016.
- « Chimaera Incorporation », in anthologie Les OGM et après..., Éditions Arkuiris, 2017.
- « Tubular Bells III Cover », sur le site de la revue Le ventre et l'oreille, (ISSN  2649-9568).

### Recueils de nouvelles
- Le poulet et quelques acolytes (micronouvelles), Borderline, 2010.
- Ecosystématique de fin de monde, Éditions Voy'[el], 2011,  (ISBN 2364750245)
- Petite Prose teintée d'orange, de noir et de rouge, in : La Team Halloween (collectif), La Boîte de Schrödinger, spécial Halloween, Éditions Walrus, 2012,  (ISBN 2363761782 et 9782363761781).
- Géniteur et Fils, Éditions du Chat Noir, 2013,  (ISBN 979-10-90627-29-1)[5].
- La Boîte de Schrödinger Expériences n°2, Éditions Walrus, 2013,  (ISBN 9782363761965).
- Contes nippons au coin du feu, Éditions Hystérie, 2017,  (ISBN 979-10-96218-01-1).
- Les Océans du Futur (direction d'anthologie), Editions Arkuiris, 2017  (ISBN 978-2-919090-12-9)
- Chevaliers errants, Mots & Légendes, 2019.
- Les créatures de l'espace, Livresque Editions, 2020.
- Religions d'ailleurs et de demain (Anthologie réunie par Eric Lysoe), Editions Arkuiris, 2020.

e-book
- Quatre enquêtes d'Erem de l'Ellipse, 2015, Éditions Mots & Légendes,  (ISBN 237227029X) (genre steampunk)[6].

### Romans
- Zugzwang Les immortelles de Noctambule, Éditions Elenya, 2014,  (ISBN 9791092512328)[7].
- Au Crépuscule, Éditions Voy'[el], 2015[8].
- Les Reflets d’Earanë, Éditions Mythologica, 2015[9].
- Les correspondances de l'Arbre Monde (avec Guillaume Dalaudier), Rroyzz Editions, 2017[10].

### Jeux vidéo
- Anthony Boulanger a scénarisé l'épisode 1 Imago[11], publié en 2015, de la série de mini-RPG AEnigma réalisée par des écrivains (dont Sophie Dabat et Marie Caillet).
- Anthony Boulanger fait également partie des huit écrivains français retenus pour scénariser le visual novel Aventurière intérimaire[12] avec Jean Vigne, Eva Simonin, Luce Basseterre, Lucile Dumont, Lilie Bagage, Clémence Godefroy et Laurent Pendarias.

## Prix littéraires

### Distinctions
- Invité d'honneur[13] de l'édition 2016 du festival fantastique de Paris.
- Troisième Prix de la ville de Heillecourt pour la nouvelle La Belle de la Cascade en 2007.
- Troisième Prix Vully 2007 pour la nouvelle Les Oiseaux-Brume et les Tigurins, in Contes et Légendes du Vully.
- Prix Merlin 2010 de la nouvelle La Descente aux Enfers d'Orphée et Eurydice[14], in Les Héritiers d'Homère, Éditions Argemmios.
- Prix Zone Franche 2011 : Meurtre à Provins, in La Fantasy dans tous ses états[15], Mots & Légendes.
- Troisième du Prix 2011 du premier roman de la ville de Maurecourt pour Ecosystématique de fin de monde, Éditions Voy'[el].
- Prix d'Argent et Prix du Jury du Prix Pépin 2012.
- Pépin de Bronze 2014.
- Prix du Jury, Salon Fantastique de Paris 2014, pour la nouvelle Manifestation de la Quintessence, in Ex Machina, Éditions Elenya[16].
- Prix Geekopolis 2015 : quartier Little Tokyo pour la nouvelle Le Mantèlement Céleste, in Geekopolis Saison 3 : Génies du Mal, Éditions E-Logeek en partenariat avec Présence d'Esprit[17].

### Nominations
- Nommé pour le prix ValJoly'Maginaire 2011 : Le Sang-Soleil, in Ils ne devaient pas s'aimer, Éditions Val Sombre.
- Nommé au second tour du prix Rosny aîné 2013 : Évaporation et Sublimation, in Destination Univers, Éditions Griffe d'Encre.
- Nomination pour le prix ActuSF de l'Uchronie 2014 de l'anthologie Le Jour où le Mur de Berlin n'est pas Tombé.

## Publications universitaires
- Towards a fast prediction of methane production potential of fresh and stabilized municipal solid waste by Near Infra-Red Spectroscopy, Sardinia Proceedings, 14th International Waste Management and Landfill Symposium, 2013.
- Lab-scale Anaerobic Digester Follow-up by Near Infra-Red Spectroscopy, AD13, 13th World Congress on Anaerobic Digestion, 2013.
- Predicting the Biochemical Methane Potential of wide range of organic substrates by Near Infrared Spectroscopy, Bioresource Technology, 128, pp. 252-258.